# Контрада Пјано (Авелино)
Контрада Пјано је насеље у Италији у округу Авелино, региону Кампанија.
Према процени из 2011. у насељу је живело 41 становника. Насеље се налази на надморској висини од 296 м.